# Cụm tập đoàn quân Nam Ukraina
Cụm tập đoàn quân Nam Ukraina (tiếng Đức: Heeresgruppe Südukraine, tiếng Romania: Grupul de Armate Ucraina de Sud) là một phiên hiệu đội hình tác chiến chiến lược cấp cụm tập đoàn quân của liên quân Đức Quốc xã và Vương quốc Rumani trên Mặt trận phía Đông trong Thế chiến thứ hai. Cụm tập đoàn quân này đặt bản doanh tại Slănic-Moldova, chịu trách nhiệm trên tuyến mặt trận dài 680 km, trong đó gần phân nửa do quân Romania trấn giữ. Khu vực hoạt động của nó bao phủ toàn bộ miền Đông Romania, từ một đường 40 km về phía đông Bucharest.

## Hoạt động
Cụm tập đoàn quân Nam Ukraina được thành lập vào ngày 5 tháng 4 năm 1944 trên cơ sở đổi tên thành từ  Cụm tập đoàn quân A. Quân số lúc cao điểm của cụm tập đoàn quân này lên đến 905.000 người (gồm 500.000 quân Đức và 405.000 quân Rumani), 400 xe tăng và pháo xung kích (gồm 120 xe tăng và 280 pháo xung kích), 7.600 pháo các loại, 810 máy bay
Cụm tập đoàn quân này tham chiến trong Chiến dịch Iaşi–Chişinău và sau khi chịu thương vong nặng nề được đổi tên thành Cụm tập đoàn quân Nam vào nửa đêm ngày 23 tháng 9 năm 1944. 

## Biên chế tác chiến

### 15 tháng 8 năm 1944[8][9]
- Cụm binh đoàn Dumitrescu (Armeegruppe Dumitrescu) – Đại tướng (general de armată) Petre Dumitrescu
  - Tập đoàn quân số 3 Romania – Đại tướng Petre Dumitrescu (HQ – Bolhrad )
  - Tập đoàn quân 6 – Thượng tướng pháo binh Maximilian Fretter-Pico (HQ – Tarutino)
- Cụm binh đoàn Wohler (Armeegruppe Wohler) – Thượng tướng bộ binh Otto Wohler
  - Tập đoàn quân 8 – Thượng tướng bộ binh Otto Wohler (HQ – Roman )
  - Tập đoàn quân số 4 Romania – Trung tướng (general de corp de armată) Gheorghe Avramescu (HQ – Bacău )

## Chỉ huy[c]

### Tư lệnh
| STT | Ảnh | Họ tên             | Thời gian sống | Thời gian tại nhiệm                 | Cấp bậc tại nhiệm                             | Ghi chú                                                                                   |
| --- | --- | ------------------ | -------------- | ----------------------------------- | --------------------------------------------- | ----------------------------------------------------------------------------------------- |
| 1   |     | Ferdinand Schörner | 1892–1973      | tháng 3 năm 1944 - tháng 7 năm 1944 | Thượng tướng Sơn cước (1942) Đại tướng (1944) | Thống chế (1945). Bị truy tố là tội phạm chiến tranh và bị giam giữ đến tháng 8 năm 1960. |
| 2   |     | Johannes Frießner  | 1892–1971      | tháng 7 năm 1944 - tháng 9 năm 1944 | Đại tướng (1944)                              | Bị thải hổi tháng 12 năm 1944.                                                            |

### Tham mưu trưởng
| STT | Ảnh | Họ tên              | Thời gian sống | Thời gian tại nhiệm                 | Cấp bậc tại nhiệm  | Ghi chú                                                                                              |
| --- | --- | ------------------- | -------------- | ----------------------------------- | ------------------ | --- |
| 1   |     | Walther Wenck       | 1900-1982      | tháng 3 năm 1944 - tháng 7 năm 1944 | Trung tướng (1944) | Thượng tướng Thiết giáp (1945). Bị bắt làm tù binh chiến tranh và bị giam giữ đến tháng 12 năm 1947. |
| 2   |     | Helmuth von Grolman | 1898-1977      | tháng 7 năm 1944 - tháng 9 năm 1944 | Thiếu tướng (1943) | Trung tướng (1944). Bị bắt làm tù binh chiến tranh và bị giam giữ đến tháng 3 năm 1948.              |